# Get Wet
Albums de Krewella
Play Harder
(2012) Live For The Night Remix EP
(2013)
Singles
1. Killin' It
Sortie : 20 janvier 2012
2. Come & Get It
Sortie : 21 novembre 2012
3. Alive
Sortie : 5 février 2013
4. Live for the Night
Sortie : 2 juillet 2013
5. Enjoy the Ride
Sortie : 9 décembre 2013

Get Wet est le premier album studio du groupe américain d'EDM Krewella, initialement paru aux États-Unis le 20 septembre 2013, puis en France le 18 novembre 2013, signé chez Columbia Records. En France, l'album se  place à la 100e place du classement, tandis qu'il se place à la 34e place aux États-Unis. En Nouvelle-Zélande, l'album se place 40e.

## Liste des pistes
Tous les titres ont été écrits par Kristopher Trindl, Jahan Yousaf et Yasmine Yousaf. Tous les titres ont été produits par Kris « Rain Man » Trindl excepté le premier, le huitième, et le douzième.
| 1.  | Live for the Night                                           | Cash Cash                                                    | 3:26 |
| 2.  | We Go Down                                                   | Rain Man, Quincy Kwalae (co.)                                | 3:05 |
| 3.  | Come & Get It                                                | Rain Man                                                     | 3:25 |
| 4.  | Enjoy the Ride                                               | Rain Man, DallasK                                            | 3:31 |
| 5.  | We Are One                                                   | Rain Man                                                     | 4:36 |
| 6.  | Dancing with the Devil (avec Patrick Stump et Travis Barker) | Rain Man, SAVOY (co.)                                        | 3:58 |
| 7.  | Alive                                                        | Rain Man                                                     | 3:27 |
| 8.  | Pass the Love Around                                         | SmarterChild                                                 | 3:18 |
| 9.  | Ring of Fire                                                 | Rain Man, The Cataracs, Ethan Davis (Candyland), KillaGraham | 4:23 |
| 10. | Human                                                        | Rain Man, Quincy Kwalae (co.), Stephen Swartz (co.)          | 3:15 |
| 11. | Killin' It                                                   | Rain Man                                                     | 3:26 |
| 12. | This Is Not the End (avec Pegboard Nerds)                    | Alexander Odden, Michael Parsberg                            | 3:53 |

| 13. | Lights and Thunder (Avec Gareth Emery) | Gareth Emery | 4:42 |
| 14. | Enjoy the Ride (Version acoustique)    |              | 3:28 |

## Classement
| Classement (2013)                            | Maximum atteint |
| -------------------------------------------- | --------------- |
| Australie (ARIA)                             | 45              |
| Canada (Canadian Albums)                     | 15              |
| Nouvelle-Zélande (RIANZ)                     | 40              |
| Royaume-Uni (UK Albums Chart)                | 179             |
| États-Unis Billboard 200                     | 8               |
| États-Unis Billboard Dance/Electronic Albums | 1               |

## Historique de sortie
| Pays                 | Date              | Label                          | Format(s)          |
| -------------------- | ----------------- | ------------------------------ | ------------------ |
| Australie, Allemagne | 20 septembre 2013 | Columbia Records               | CD, téléchargement |
| Royaume-Uni          | 23 septembre 2013 | Columbia Records               | CD, téléchargement |
| États-Unis           | 24 septembre 2013 | Columbia Records               | CD, téléchargement |
| France               | 18 novembre 2013  | Columbia Records               | CD, téléchargement |
| Japon                | 19 mars 2014      | Sony Music Entertainment Japon | CD, téléchargement |